# Demandatam

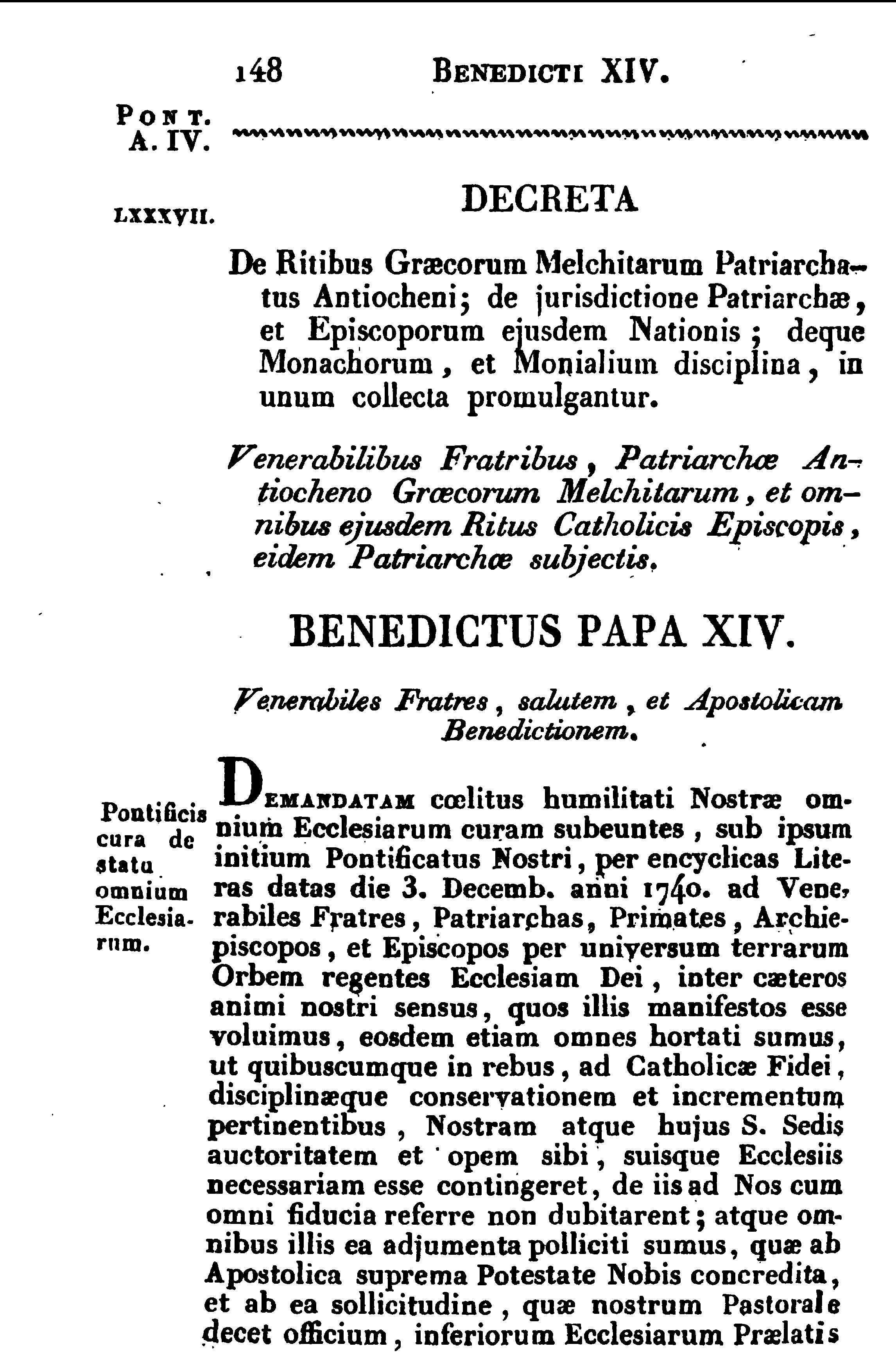
Édition de 1828 de la lettre Demandatam

Demandatam coelitus humilitati nostrae est une constitution apostolique, adressée par le Pape Benoît XIV le 24 décembre 1743, aux autorités de l'Église grecque-catholique melkite, au patriarche d'Antioche Cyrille VI Tanas et à tous les évêques melkites relevant de sa juridiction. L'objectif de cette lettre - avec ses décrets - est de protéger et maintenir intègre le rite byzantin au sein de l'Église grecque-melkite catholique.

## Le contexte historique
Dans la première partie du XVIIIe siècle, de nombreux latinisations liturgiques ont été introduites dans certaines communautés de l'Église melkite catholique, principalement par Euthymios Saifi et Cyrille VI Tanas, et soutenues par de nombreux prêtres latins (principalement de l'ordre franciscain) contre la volonté du Saint-Siège.
Ces changements ont conduit à une division dans l'Église melkite catholique entre ceux qui voulaient rester fidèles au rite byzantin pur (comme les moines basiliens Chouerite) et ceux qui, nommés « latinisants » dans la lettre, introduisaient sans discrimination des éléments latins dans la liturgie byzantine.
Le Saint-Siège avait déjà pris des mesures contre les actions des « latinisants » (par exemple, les lettres à Saifi en 1723 ou le décret du 8 juillet 1729). Cependant, ces mesures n'avaient pas résolu le problème, et en 1743, avant d'accorder le pallium à Cyrille VI Tanas, le pape Benoît XIV lui adresse cette lettre afin de mettre fin au mélange des rites liturgiques.

## Teneur
Les points principaux de la constitution apostolique sont les suivants :
- Il est interdit à qui que ce soit, y compris au patriarche, de modifier, d'ajouter ou d'enlever quoi que ce soit aux rites et usages byzantins (par. 3) ;
- Il est interdit à tout fidèle de passer du rite byzantin au rite latin (par. 15) ;
- En ce qui concerne la latinisation, la lettre prescrit que tous les fidèles baptisés dans le rite byzantin reviendront dans le rite byzantin. Une exception est faite pour la région de Damas, où les « latinisants » sont nombreux. Ils doivent choisir entre rite byzantin et rite latin, et suivre le rite choisi sans modifications ou mélanges ultérieurs (par. 16).

Cette lettre traite également des questions de discipline des ordres religieux melkites.

## Postérité
Les termes de la lettre de Benoit XIV à l'Église melkite seront repris par Léon XIII dans une nouvelle lettre apostolique Orientalium dignitas, du 30 novembre 1894, pour être appliqués à l'ensemble des Églises d'Orient.